# FN P90に関連する作品の一覧
FN P90に関連する作品の一覧は、ベルギーのFN社のPDW「FN P90」に関連する作品の一覧である。

## 映画・ドラマ
『007 ワールド・イズ・ノット・イナフ』
テロリスト数名が所持し、主人公に発砲。
『24 -TWENTY FOUR-』
シーズン7にて、シークレットサービスのホワイトハウス屋外の護衛官達が使用。
実際のシークレットサービスでも使用されている。
『CSI:科学捜査班』
第12シーズン「殺人兵器」「キャサリンの運命」に登場。
『FRINGE/フリンジ』
監視人によって支配されている2036年の世界で、監視人に付き従う人類の恭順者（ロイヤリスト）の治安部隊が使用している。
『TAXi』
犯人側であるドイツ強盗団の武器として使用されている。
『アイ,ロボット』
警察が所持している。
『エクスペンダブルズ3 ワールドミッション』
最後の戦闘でルナが使用。
『エンド・オブ・ホワイトハウス』
シークレットサービスの護衛隊が銃撃戦で使用する。
『科捜研の女』
木村武文がACOG装着したエアガンを自宅かに置かれていた。
『仮面ライダー平成ジェネレーションズ Dr.パックマン対エグゼイド&ゴーストwithレジェンドライダー』
来瀬 荘司が使用する。
『人造人間ハカイダー』
グルジェフが擁する重武装兵団の主力武器として登場。
『スターゲイト SG-1』
シリーズ中期ほどからSG-1などの携行装備としてH&K MP5から更新される。
ボディアーマーの貫通や高いストッピング能力、軽量小型など、この銃の特徴は作品中では非常に有効。
『スターゲイト アトランティス』
アトランティス探検隊（空軍兵・海兵隊員）の標準的な火器として登場。
『スポーン』
スポーンが二丁持ちで使用する。イングラムM11をベースにしたプロップガン。
『鳥人戦隊ジェットマン』
サツキとルーが使用。
『ドクター・フー』
シリーズ2の第7・8話の小惑星の宇宙観測基地内の警備主任が携行。
『トリプルX』
コルヤが使用。
『バッドボーイズ フォー・ライフ』
アルマンド・アレタスがカスタム弾仕様のFN P90をマイク・ラーリー襲撃時に使用。
『バリスティック』
シーバーがショッピングモールで敵から奪う。
『ホステージ』
FBIの特殊部隊に偽装した犯罪組織の構成員が後半で使用。フラッシュライトやレーザーサイトを装着する。
『ホワイトハウス・ダウン』
シークレットサービスが所持する。
『メカニック』
ディーンの手下がP90とFN P90が使用。
『リターナー』
近未来の2084年で、地球外生命体に対抗するレジスタンスが使用。特殊強化弾を使用するが、 敵の新型装甲は破ることができなかった。架空のカスタマイズが為されている。
『ワイルド・スピード MEGA MAX』
チャドがEOテック社製ホロサイドの装備したFN P90を所持。ヴィンスも銃撃戦で使用する。

## ゲーム
『Alliance of Valiant Arms』
ゲーム内兵科「ポイントマン」のメイン武器として登場する。
改造すると「P90TR」という名称になり、カスタムが可能になる。
その他、「P90Harimau」（虎）というガチャ武器が登場する。
『Apex Legends』
「プラウラー」という名称で登場。五点バーストのヘビーアモ武器。正式名称は「プラウラーバーストPDW」。かつては「セレクトファイアレシーバー」というアタッチメントでフルオートに変更できたが、シーズン20ブレイクアウト開始に伴って上記のアタッチメントは一旦なくなってしまった。なお、補給物資武器(ケアパッケージ武器)ではなくなったため、通常落ちするようになった。
『BLACK』
ジャック・ケラーと、テロリストが使用している。装弾数と連射力に優れる反面、集弾性が劣る。
『FRONT MISSION』
「ダークホッグ」と「ブラックスター」という名でヴァンツァーの武器として出てくる。
『MASSIVE ACTION GAME』
「F90」の名称で、レーヴンのサブマシンガンとして登場。他勢力の物とは異なり、最初からスコープが装着されている（リフレックスサイトの装着も可能）。
『SCP-Containment Breach』
SCP財団の機動部隊「MTFs」の隊員全般がサイトを取り付けて使用（しかし何故かサイトの方向が逆になっている）。
『OPERATION7』
自分でパーツを選択して、組み立てる。PS90を再現可能。セミ、フルの切替えができない。メイン武器の中では一二を争う反動の少なさ、連射力の武器だが、射程・攻撃力に劣る。
『Paperman』
『PlayerUnknown's Battlegrounds』
北欧マップ「Livik」限定武器として登場。SMGカテゴリで、9x19mmパラベラム弾仕様である。
『Routes』
リサ・ヴィクセンが使用。
『SOCOM: U.S. Navy SEALs Portable』
サプレッサー、レーザーサイトの取り付けが可能。
『Unturned』
「Peacemaker」の名称でカービン銃として登場する。射速度がゲーム内でもかなり高い。バレル、サイト、レーザーサイト、フラッシュライト、距離計などが装着できる。
『WarRock』
工兵と衛生兵用の武器。M60に次ぐ装弾数を誇り連射速度が極めて速い反面、主力武器の中では一番威力が低い。
『X operations』
M249に次ぐ装弾数を誇る。
『エクソダスギルティー』
真道カスミがテロリストを相手に使用。
『鬼武者3』
主人公ジャック・ブランが序盤で使用。「モデル90」の名称で登場。
『カウンターストライク』
Five-seveNとは異なり両陣営とも購入可能。Five-seveNと同時に所持している場合は弾薬を共用できる。実銃に基づき、ほかのサブマシンガンより約20発程度多く装填できる。
『九龍妖魔学園紀』
主人公の使う銃器の1つとして登場。
『グランド・セフト・オート・ザ・バラッド・オブ・ゲイ・トニー』
「アサルト・サブマシンガン」の名称で登場する。サプレッサーを装備しているが、消音効果はない。
『荒野行動』
反動が非常に小さい。2xスコープ、4xスコープを付けた状態でもフルオートで精度の高い射撃ができるため、初心者にも扱いやすい武器。
『ゴーストリコン アドバンスウォーファイター2』
サブウェポンとして登場。単発と連射が切り替え可能。
『コール オブ デューティシリーズ』
『CoD4』
キャンペーンおよびマルチプレイで使用可能。西側の特殊部隊を差し置いてロシア軍によって使用される。
『CoD:MW2』
キャンペーンおよびマルチプレイで使用可能。
『CoD:MW3』
キャンペーンおよびマルチプレイで使用可能。ロシア軍が主に使用する。
『CoD:BO2』
本銃をモデルにした架空銃「PDW-57」が登場する。
『CoD:BO3』
「Weevil」の名称で近代化改修を施したものが登場する。
『CoD:IW』
「FHR-40」というP90に似た架空SMGが登場する。なおP90とは異なり弾数は40発となっている。
『CoD:MW』
キャンペーンおよびマルチプレイで使用可能。
『CoD:MWII』
「PDSW 528」という名称で登場。

『ゴールデンアイ 007』
「RC-P90」として登場。実際のP90は装弾数50発だがこのゲームでは80発となっており、最強のマシンガンとして扱われている。
『ゴールデンアイ・ダークエージェント』
「HS-90」という名称で登場。

『サドンアタック』
『シークレットゲーム -KILLER QUEEN-』
EpisodeIV（コンシューマ版以降から）にて、『組織』の特殊部隊が装備。文章上では「サブマシンガン」。
『消滅都市』
主人公、ユキが呼び出すタマシイの1人、アキラが使用。宙に浮かせたり、自分で持っていたりする。
『スプラトゥーン2』
本銃をモデルにしたと思しきシューター「ヒーローシューター」および「ヒーローシューターレプリカ」が登場。ただし銃器ではなく、特殊なインクを発射する水鉄砲である。
『スペシャルフォース』
ゲーム内通貨で購入可能武器。サブマシンガンの中で装弾数が最も多く連射力に優れるが、威力面で劣る。
『ソードアート・オンライン フェイタル・バレット』
『SPBパタシアム』の名称で登場。武器ランクの上昇で名称が変化するが、いずれも頭文字はパ行（≒Pちゃん）。原作同様レンが使用する。全体のシルエットはP90だが細部にはかなりのアレンジが施されて架空銃となっている。とりわけ、照準部分や銃床の形状が異なる。
『タイムクライシス3』
ザゴリアス連邦軍の兵士が使用。デモ画面では緑/赤の服を着た兵士が保有していることがあるが、実際に交戦するのは黄色い服の兵士だけである。他に、ルカノ独立解放軍の軍人も持っている。
『デッドライジング』
登場人物の1人のカリート・キーズが使用しており、主人公に発砲するシーンがある。
『ドールズフロントライン』
星5SMG戦術人形（萌え擬人化）として登場。また、GUNSLINGER GIRLとのコラボレーションイベント「夢中劇」ではP90を主に使用するキャラクターであるヘンリエッタも登場している。
『パーフェクトダーク』
「RC-P45」「RC-P120」として登場。
『パーフェクトダーク ゼロ』
「RCP-90」として登場。「リスクセンサー」と呼ばれる、敵を赤色で、味方を緑色で表示する特殊ヘッドアップディスプレイが標準装備されている。

『バイオハザード リベレーションズ』
ゲーム中に出てくる対バイオテロ組織FBCの制式採用銃。カスタムパーツとしてバースト機能の追加やグレネードランチャーの取り付けなどが可能。
『バトルフィールドシリーズ』
『BF2』
拡張パック"Euro Force"でEU軍の対戦車兵が所持。
『BF3』
全兵科で使用できるPDWとして登場する。
『BF4』
工兵の専用武器として登場。
『BFH』
メカニックの武器として登場。

『パラサイト・イヴ』
ある条件を満たすことで作ってもらえる。実銃は装弾数50発だがこのゲームでは200発となっており、装弾数の基本値は全武器中最高。
『Fortnite』
「コンパクトサブマシンガン」の名称でエピックおよびレジェンド武器として登場。ゲーム内ではマガジンの装弾数は４０発（実銃は50発）。現在は「サブマシンガン」という名で存在している。
『マブラヴ シリーズ』
『マブラヴUNLIMITED編』
『マブラヴ オルタネイティヴ』
『マブラヴ オルタネイティヴ トータル・イクリプス
『マブラヴ オルタネイティヴ クロニクルズ』
日本製戦術機やアメリカ戦術機の日本製ライセンス生産機において主兵装の一つとして運用されている「87式突撃砲・87式支援突撃砲」のモチーフとなっており、「87式突撃砲」ではP90の上部にグレネードランチャーを装備したような形状で「87式支援突撃砲」ではPS90にキャリングハンドルとカメラスコープが付いたバレルを覆うハンドガードを装備したような形状となっている。
『マブラヴ ALTERED FABLE』
「かがやく時空が消えぬ間に」内で主人公のチームがサバイバルゲームにて使用。使用しているのはエアガンであるがストーリーの後半ではテロリスト組織「TPF(2.4)」によって攫われた主人公、白銀武を助ける為に、ゴム弾を使用した実銃を鑑純夏らヒロイン達が使用する。

『メタルギアシリーズ』
『MGS2』
ソリダス・スネークおよび天狗兵が使用。至近距離とはいえ、メタルギアRAYの装甲を容易に貫通するなど、威力がかなり誇張されている。
『MGS4』
ヘイブン・トルーパーの標準装備で、主人公であるオールド・スネークも使用可能。『MGO』にも登場。サプレッサー、フラッシュライト、レーザーサイトを取り付け可能。

『メタルサーガ 〜砂塵の鎖〜』
ソルジャー専用武器として登場。全体攻撃が可能だが威力は低い。
『ラブライブ! スクールアイドルフェスティバル』
兵藤さゆりが所持。
『レインボーシックスシリーズ』
『レインボーシックス ベガス』
『レインボーシックス ベガス 2』
等倍光学サイト標準装備。ライフルスコープやレーザーサイトを装備可能。
『レインボーシックス シージ』
フランス特殊部隊GIGNの防衛側の武器として登場。

## アニメ・漫画・小説
『BLOOD-C』
第11話に登場。
『GUNSLINGER GIRL』
コミック、アニメ、ゲームでヘンリエッタがP90Sを使用。ヴァイオリンケースに隠し持っている。体格の小さなヘンリエッタの主力武器となっている。また、新トリノ原子力発電所での最終決戦ではヘンリエッタの担当官であるジョゼことジョゼッフォ・クローチェがP90TRにタクティカルライトとホロサイトを装備したものを使用。銃の特性を考慮してインドアコンバットシーンで用いられていること、本銃独特の排莢位置の描写などが見どころとの意見もある。
『HELLSING』
ミレニアム所属の吸血鬼、バレンタイン兄弟の弟ヤンがヘルシング機関本部強襲の際にサプレッサー、スコープ付きを2丁同時に使用する。
『イノセンス』
終盤にロクス・ソルス社ガイノイド製造プラント船の警備員たちが使用。50連ヘリカルマガジンを用いる9mmパラベラム弾仕様に変更されている。
『IS 〈インフィニット・ストラトス〉』
フランス代表候補生シャルロット・デュノアの搭乗するIS"ラファール・リヴァイヴ・カスタムII"の装備のモデルとして登場。劇中に登場するものはP90の外観であるが、ISの使用火器のため、実物よりもサイズが拡大されている。
『LOST ONLINE CHRONICLE』
主人公、陣内右京の使用武器。サプレッサーを装着して使用する。ほぼ実銃の破壊力を再現しているが、ところどころに誇張あり。
『STEINS;GATE 恩讐のブラウニアンモーション』
『Witch Hunter ROBIN（ウイッチハンターロビン）』
第15話で、STNJを襲撃した部隊が使用。劇中ではゴム弾を発射できるようカスタマイズされている。
『イリヤの空、UFOの夏』
OVA第一話で園原中学の防空壕内に配備されていた物を伊里野が取り出し浅羽に手渡そうとする。第六話では浅羽が榎本に向けて発砲する。
なお、原作小説には明記は無いが、近未来的な見た目と排夾が本体下部からなされるなどの表現が存在する。
『快盗天使ツインエンジェル』
『彼女がフラグをおられたら』
8話にて白亜・B・ブレードフィールド御付のメイドが刺客との戦闘で使用。
『ギャラクシーエンジェルII』
劇中でメルバ・ブラウニーが所持。ただし、構えるだけで発砲はしない。
『銀のケルベロス』
『ゲート 自衛隊 彼の地にて、斯く戦えり』
某国の特殊部隊の装備および、その装備を鹵獲した自衛隊の員数外の装備として登場。
『コヨーテ ラグタイムショー』
ジャニアリーが両手で構えて二丁拳銃のように使用。
『ザ・マシーン・ガン・ドーターズ』
『史上最強の弟子ケンイチ』
20号が使用。
『シャム猫 -ファーストミッション-』
対テロリスト殲滅部隊「マイティードッグ」が使用。
『砂ぼうず』
朝霧純子が使用。
『スパイラル 〜推理の絆〜』
カノン・ヒルベルトが使用。
『戦闘妖精雪風』
OVA版にFAFの制式PDWとして登場する。Operation-3にてバンシー級原子力空中空母（バンシーIV）に乗り込んだ深井零が携行。
『ソードアート・オンライン オルタナティブ ガンゲイル・オンライン』
第1巻の第2章からレン(小比類巻 香蓮)の愛用銃となる。ただし、ピンク色に塗られている。愛称はピーちゃん。香蓮本人も、現実世界でP90のエアガンとキーホルダーを購入している。
『超人ロック』
「冬の虹」でアンカー（軌道エレベータの基礎工事部分）を防衛する北米連合の標準装備。
『烏丸学園ガンスモーキーズ』
エアガンが登場。
『南国少年パプワくん』
1巻でシンタローが害虫ワキガを倒そうとする際に使用。
『日常』
第十二話で、立花みさとが使用。
『緋弾のアリア』
GIIIの部下ツクモが使用。
『ブラスレイター』
悪魔を調査する組織「XAT」の隊員が使用。
『プラナス・ガール』
第3巻 13話で、水鉄砲として主人公の慎が使用する。
『変ゼミ』
♯38にてサバゲー少年が所持。
『ヨルムンガンド』
ヨナ、チェキータ、カリー社長、キャスパー・ヘクマティアルの私兵が使用。
チェキータとキャスパー・ヘクマティアルの私兵が使用するものにはEOTechのホロサイトとフラッシュライトが装着されている。
カリー社長はスーツの下に2丁隠し持っており、山岳兵との戦闘の際にも2丁持ちで使用する。
『ワールドトリガー』
二宮隊の犬飼澄晴と香取隊の若村麓郎が使用する銃型トリガーとして登場する。
『ゴルゴ13』
642話「女の平和」でゴルゴ13が対人で使用する。ターゲットの背後の配電盤を損傷しないため。